# Turhan Hatice Sultan
Turhan Hatice Sultan (1627 – 4. srpna 1683) byla jedna z hlavních manželek sultána Ibrahima I. a matkou sultána Mehmeda IV.
Pouze ona a Kösem Sultan byly uznány vladařkami Osmanské říše. Ujala se vlády, než její syn dosáhl dostatečného věku k vládnutí.

## Život
Turhan Hatice, rodným jménem Nadiya, byla konkubína z východního Slavicu (tehdejší část Ukrajiny a Ruska). Byla unesena Tatary a prodána do otroctví. Když jí bylo 12 let, byla poslána do paláce Topkapi jako dárek od chána z Krymu pro tehdejší Valide Sultan Kösem.

### Od konkubíny po Valide Sultan
Kösem Sultan vybrala Hatice jako konkubínu pro svého syna Ibrahima I. Jméno Turhan získala pro svou krásu a inteligenci. Měla blonďaté vlasy a štíhlé tělo. Dne 2. ledna 1642 porodila sultánovi syna, budoucího sultána Mehmeda IV. Sultán ji povýšil na pozici sultánky. 8. srpna 1648 byl Ibrahim sesazen z trůnu a několik dní poté byl zavražděn. Hlavou státu, tedy sultánem, se měl stát právě její syn Mehmed, tudíž na Turhan připadal titul Valide Sultan. Nicméně, Mehmed byl ještě moc malý a nemohl vést obrovskou říši. Říši tedy vedla Kösem Sultan a Turhan.